# Capture de Ninh Bình
Expédition de Francis Garnier
La prise ou capture de Ninh Bình eut lieu le 5 décembre 1873, lors de l'expédition de Francis Garnier au Tonkin. Un petit groupe de six marins et un interprète civil dirigé par l'aspirant Marc Hautefeuille s'empare de la ville fortifiée de Ninh Bình, alors défendue par 1 700 soldats.

## Contexte
Le 20 novembre 1873, la ville de Hanoï est prise par le lieutenant Francis Garnier, envoyé là-bas avec une petite force pour résoudre un différend opposant un commerçant français et ses mercenaires aux autorités locales. Après la prise de la ville, le lieutenant Garnier déclara le fleuve Rouge ouvert au commerce français et envoya l'enseigne Adrien Balny d'Avricourt avec L'Espingole, l'une des deux canonnières de l'expédition, afin d'imposer la soumission des villes fortifiées de Hưng Yên et Phủ Lý.Hưng Yên se soumit sans résistance le 24 novembre et Phủ Lý tomba aux mains des Français le 26 novembre après une très brève confrontation. À la suite de ces succès, Balny d'Avricourt quitta Phủ Lý le 2 décembre avec L'Espingole, pour aller soumettre la ville de Hải Dương. Le projet de Garnier était de soumettre la région et de créer une voie commerciale vers la Chine par le fleuve Rouge, le fleuve Jaune et le Mékong.De retour à Hanoï, Garnier avait été informé que l'An sát de Hanoï, le seul mandarin (membre de l'administration) ayant réussi à échapper à la capture française, avait cherché refuge à Ninh Bình, d'où il s'organisait aux côtés du gouverneur local Nguyễn Vũ pour résister à la prise de pouvoir française sur la région. Pensant que L'Espingole était toujours à Phủ Lý, Garnier envoya l'aspirant Hautefeuille, 21 ans, dans une vedette à vapeur vers la ville pour porter l'ordre d'attaquer Ninh Bình à Balny d'Avricourt.

## La prise de la ville
Le 2 décembre au matin, Hautefeuille quitte Hanoï, aux côtés de sept marins, d'un interprète vietnamien de Saigon et de deux locaux de Hanoï que Garnier envoyait à Phủ Lý pour aider la nouvelle administration installée. La vedette à vapeur contenait un canon de 4 livres (environ 2 kg) avec 6 obus et 250 cartouches de Chassepot. Alors que le bateau à vapeur atteignait Phủ Lý dans la soirée, Hautefeuille fut informé par Lê Van Ba, un local pro-français installé là-bas en remplacement du préfet précédent, que Balny et L'Espingole étaient partis pour Hải Dương plus tôt dans la journée. Lê Van Ba lui signale également qu'un grand barrage est en construction à proximité, et ainsi vers 3 heures du matin, Hautefeuille, ses sept marins et son interprète se mettent en route vers le lieu de construction du barrage. Ils sont arrivés sur place dans la matinée. Dès le débarquement des Français, tous les ouvriers s'enfuirent. Hautefeuille réussit à capturer un mandarin sans importance de Ninh Bình qui supervisait les travaux, mais il le relâcha peu après. Les Français ont coulé les deux cents petites embarcations pleines de briques qui avaient été rassemblées sur le fleuve et ont quitté les lieux vers 9 heures du matin. Cependant, la vedette à vapeur est tombée en panne et a dû être transportée du rivage jusqu'à la mission catholique de Kẻ Sở, où ils sont arrivés vers 16 heures.
Le 4 décembre, Hautefeuille est informée par les missionnaires d'une rumeur selon laquelle plusieurs centaines de soldats de Ninh Bình s'étaient rassemblés à proximité. Pendant que deux de ses marins réparaient la vedette à vapeur, il part en reconnaissance aux côtés de cinq marins, de son interprète et d'un groupe de volontaires locaux de Phủ Lý. N'ayant rencontré personne après trois heures de marche dans la direction indiquée, ils retournèrent à Kẻ Sở. À Kẻ Sở, Hautefeuille fut informée qu'un autre barrage était en construction en aval de la rivière, juste à côté de la ville de Ninh Bình. Il décide aussitôt de détruire celui-ci également et, à 23 heures, il part pour Ninh Bình sur la vedette à vapeur aux côtés de ses sept marins, de son interprète et d'un civil local qui doit les guider jusqu'à la ville.
Le 5 décembre vers 4 heures du matin, la vedette à vapeur arrive en vue de Ninh Bình. Alertés par le bruit du navire malgré la nuit noire, de nombreux soldats grimpent sur les murs et les Français peuvent désormais les distinguer de loin sur le parapet éclairé aux flambeaux. Certains défenseurs ont crié en direction des Français. Hautefeuille a répondu en tirant l'un de ses six obus sur un fort situé sur une imposante formation rocheuse près de la citadelle. En réaction, les Vietnamiens ont éteint les torches et aucune des deux parties n'a entrepris d'autres actions pendant le reste de la nuit. Hautefeuille éteignit le moteur de la vedette à vapeur et attendit que le jour se lève.Lorsque la brume et l'obscurité se sont dissipées au matin, les Français ont pu voir plusieurs centaines de soldats les regarder sur les murs. À l'approche de la vedette à vapeur, elle s'est échouée à faible profondeur, à environ 200 mètres de la citadelle. Les Français remettent bientôt à flot leur petit navire, mais peu de temps après, alors qu'ils tentent de sortir du champ de tir des canons de la citadelle, la chaudière de l'ancienne vedette à vapeur tombe en panne, rendant le navire complètement inutilisable et couvrant de vapeur le petit équipage.

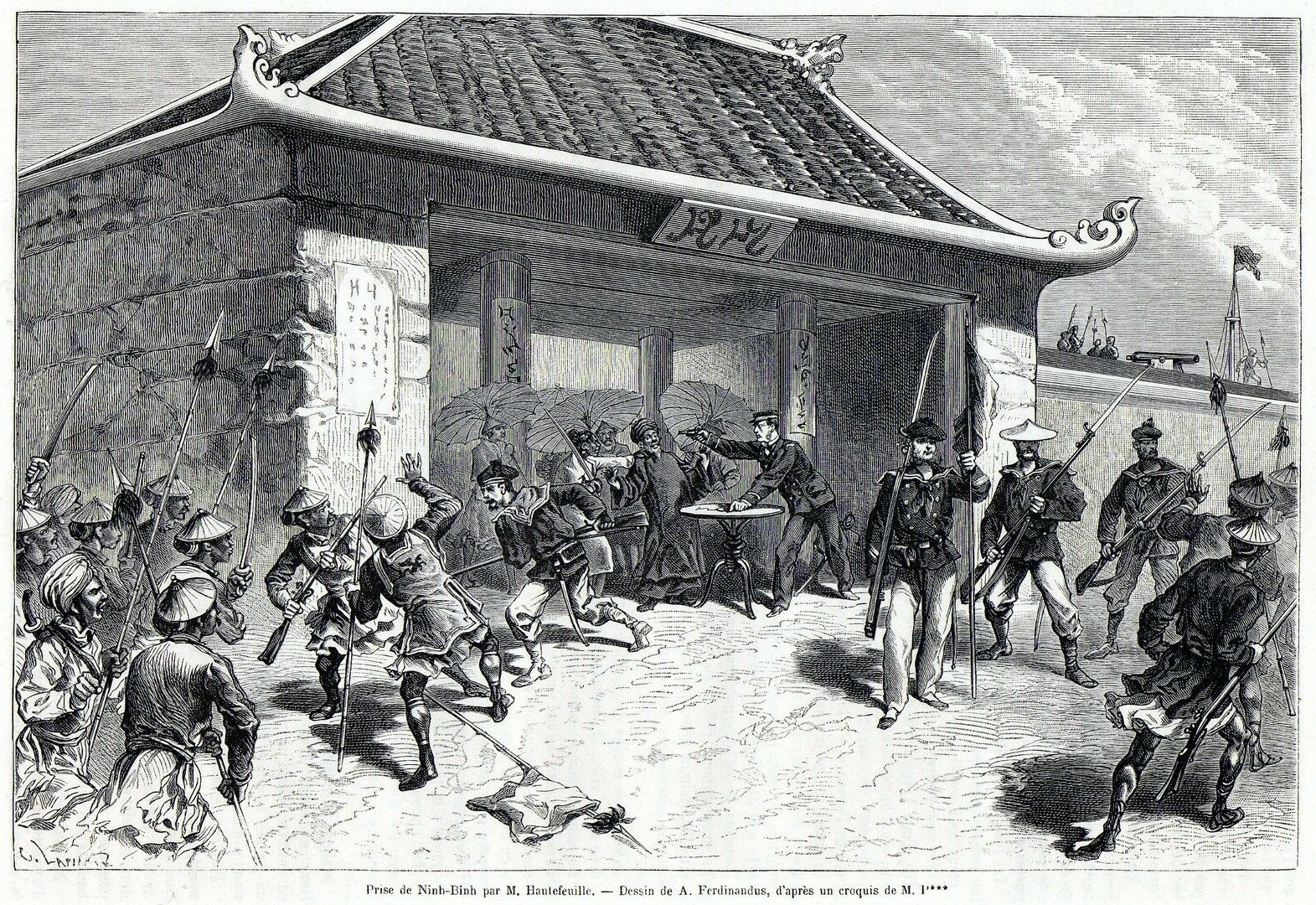
Capture de la citadelle

Après avoir ordonné à ses hommes de fixer les baïonnettes et de porter le drapeau, Hautefeuille sauta précipitamment à l'intérieur du petit canot du navire avec six de ses matelots et son interprète, laissant le reste, un matelot et le guide garder la vedette à vapeur et son canon. Hautefeuille et ses sept hommes se dirigèrent alors vers le rivage tandis que les canons de la citadelle leur tiraient quelques coups sans succès et que les soldats vietnamiens sortaient en grand nombre de la forteresse. Lorsque l'escouade débarqua, elle fut immédiatement envahie par des villageois curieux et amicaux, dont certains tentèrent même d'offrir un bœuf au jeune officier. Hautefeuille et ses hommes marchèrent alors d'un pas ferme vers la porte de la citadelle. La petite escouade fut bientôt encerclée par des soldats vietnamiens, qui marchèrent à leurs côtés en pointant leurs lances et leurs fusils, sans oser déclencher les hostilités et espérant probablement les attraper vivants. En arrivant près des douves, Hautefeuille remarqua le gouverneur de la province, Nguyễn Vũ, qu'il reconnut instantanément comme tel grâce aux quatre porteurs de parapluies qui l'entouraient.Son pistolet à la main, Hautefeuille s'excuse d'avoir bombardé le fort et précise que c'est en réponse aux cris. Il demande ensuite au gouverneur quelle est sa position sur la proclamation de Garnier concernant l'ouverture du commerce sur la rivière Rouge. Le gouverneur répondit qu'il l'acceptait pleinement et qu'il ne s'opposerait pas aux Français. En guise de réponse, Hautefeuille sort un papier officiel pris sur le mandarin qu'il avait brièvement capturé au barrage, deux jours plus tôt. Le journal était un ordre écrit du gouverneur proclamant la conscription des villageois pour construire des barrages sur la rivière. Le gouverneur Nguyễn Vũ est assez embarrassé et Hautefeuille lui demande une preuve écrite de sa soumission au testament de Garnier. Le gouverneur consentit, mais lorsque Hautefeuille demanda à entrer dans la forteresse à ses côtés pour assister à l'écriture, Nguyễn Vũ refusa fermement de le laisser entrer.
D'un geste brusque et brutal, l'impétueux, l'officier de marine saisit le vieux gouverneur par le col, posa une montre sur la table voisine et, tenant son pistolet sur la tempe du gouverneur, menaça de lui faire sauter la cervelle si tous les mandarins locaux, plus les fugitifs, An sát de Hanoï, n'ont pas été rassemblés devant lui dans les 15 minutes suivantes. Certains des soldats vietnamiens qui les entouraient s'étaient dirigés vers eux à cette vue, mais se retirèrent immédiatement lorsque les marins français les visèrent. Treize minutes plus tard, à 7h44, tous les mandarins sont rassemblés et entrent dans la citadelle aux côtés de Hautefeuille et de ses hommes. Au lieu d'amener le gouverneur à son palais pour rédiger la lettre de soumission comme indiqué précédemment, le jeune officier le fit ligoter ainsi que les autres mandarins, puis envoya un marin hisser le drapeau français sur la tour de la citadelle. Ensuite, il a placé le gouverneur à une table avec du papier pour signer une capitulation sous la surveillance de quatre de ses marins, tandis que lui-même se rendait avec le Lãnh binh (Général) de la province, les deux marins restants et son interprète pour inspecter la citadelle. Le Lãnh binh leur fit alors une visite guidée de la forteresse, tandis que les 1 700 soldats vietnamiens étaient rassemblés dans la cour, à genoux, la tête baissée et les armes au sol à côté d'eux.En revenant au palais où les mandarins étaient retenus captifs, Hautefeuille découvrit que l'Án sát de Ninh Bình avait réussi à s'enfuir et que le gouverneur refusait désormais d'assumer seul la responsabilité de la capitulation, par crainte des conséquences. Hautefeuille le déclara prisonnier de guerre et l'enferma dans le fort du haut rocher. Les Français ne gardèrent en captivité que les cinq mandarins tandis que les soldats reçurent l'ordre de quitter les lieux sans leurs armes, ce qu'ils firent volontiers.La quantité d'armes capturées était assez massive : 46 canons, une douzaine de canons pivotants, des centaines de fusils, des milliers de lances et une grande quantité de poudre à canon. Dans la voûte de la citadelle, Hautefeuille a également retrouvé une très grande quantité de chapelets de pièces de monnaie, la monnaie locale.

## Conclusion
Avec seulement huit hommes, l'aspirant de 21 ans avait capturé la ville de Ninh Bình, et effectivement toute la province. Le 9 décembre, le lieutenant Garnier, arrivé à Ninh Bình sur la canonnière Scorpion, fut assez surpris et impressionné de voir le drapeau français flotter au sommet de la citadelle. Après avoir félicité Hautefeuille, Garnier remplace ses sept matelots par dix différents et charge son canon de 4 livres sur le Scorpion avant de partir le lendemain pour Nam Dinh, laissant le jeune officier responsable de la province. Hautefeuille nomme de nouveaux mandarins et enrôle des locaux à son service. Il rendit quelques visites aux villages voisins, accompagné uniquement de son interprète, et distribua une grande quantité des chaînes de pièces de monnaie qu'il avait trouvées dans la citadelle, ce qui le rendit bientôt très populaire auprès des locaux. Le 28 décembre, il repousse une attaque des forces impériales vietnamiennes contre Gia Viễn. Hautefeuille et ses 10 marins restèrent aux commandes de la province jusqu'au 8 janvier 1874, date à laquelle le lieutenant Philastre, envoyé par la France pour terminer l'expédition insoumise de Garnier, vint les chercher avec un navire pour les ramener à Saigon. Les Français revinrent dans la région moins de dix ans plus tard.